# Jimmy Gallagher
James J. Gallagher, appelé Jimmy Gallagher (né le 7 juin 1901 à Kirkintilloch en Écosse et mort le 7 octobre 1971 à Cleveland, Ohio), était un joueur de football écossais et américain.

## Biographie

### Jeunesse
Gallagher part vivre en Amérique avec sa mère à l'âge de 12 ans, où ils s'installent à New York. À 17 ans, il signe au Tebo Yacht Basin FC en New York State League. En 1920, Tebo perd contre Brooklyn Robins Dry Dock au troisième tour de la National Challenge Cup. Ils gagnent la coupe et le championnat lors de la saison 1920-1921.

### Carrière professionnelle
En 1921, Gallagher, et son coéquipier Albert Mitchell, partent pour J&P Coats en nouvelle American Soccer League (ASL), où il passe deux saisons. J&P Coats gagne le titre en 1922-1923 mais perd en demi-finale de la National Challenge Cup en 1923 contre le Paterson FC. En 1923, Gallagher commence la saison 1923-1924 avec le Fall River FC mais part aux New York Giants après seulement deux matchs. À l'été 1924, il part à Fleisher Yarn. Après une saison, il est transféré à l'Indiana Flooring, une nouvelle équipe de la ligue, qui joue dans l'aire urbaine de New York. En 1927, Charles Stoneham, achète Indiana Flooring et change le nom en New York Nationals. Après 3 saisons sous ce nom, Stoneham rechange le nom en New York Giants en 1930. Se faisant toujours appeler les « Nationals », ils gagnent la ligue et la coupe (Lewis Cup). En tant que Giants, ils gagnent le championnat de l'ASL en 1931-1932. La ligue est ensuite dissoute. Gallagher part ensuite au New York Field Club. Il joue ensuite à Malta United sur Long Island en décembre 1933. Il part ensuite à l'ouest et signe chez les Cleveland Slavia. Il va ensuite aux Cleveland Graphite Bronze pour finir sa carrière.
Lorsque Gallagher quitte l'ASL pour aller à Cleveland, il a joué un total de 346 matchs. Il reste le troisième joueur le plus capé en ASL de tous les temps avant d'être rattrapé par Chris Henderson en 2006.

### Équipe nationale et olympique
Gallagher évolue 5 fois sous le maillot des États-Unis. Il joue 3 fois pendant la coupe du monde 1930 où les États-Unis parviennent jusqu'en demi-finale. Il joue également un match amical contre le Brésil après le mondial. Sa dernière sélection est lors d'une victoire contre le Mexique le 24 mai 1934 qui qualifie les États-Unis pour la phase finale de la coupe du monde 1934. Il est souvent confondu avec un autre Jimmy Gallagher, qui lui, a joué pour les États-Unis aux jeux olympiques de 1928 à Amsterdam.

### Personnel
En 1937, Gallagher se marie avec Marie Coughlin. Ils auront deux filles, Rita Gallager (qui deviendra Weber) et Carol Gallagher (qui deviendra Such). Il aura en tout 11 petits-enfants et 19 petits petits-enfants.
Gallagher est introduit au National Soccer Hall of Fame en 1986.